# Професионална гимназия по електротехника и автоматика
Професионална гимназия по електротехника и автоматика (ПГЕА) в кв. Овча купел, София, България е училище с дългогодишна история и традиции в обучението на професионални кадри от областта на силовата електротехника, електроенергетиката, автоматиката и роботиката. В гимназията се обучават ученици от осми до дванадесети клас вкл.

## История
През 1951 г. се основава техникум за подготовка на техници по силни и слаби токове „Сергей Миронович Киров“. През 1963 г. техникум „Киров“ получава нова сграда на бул. „Овча купел“ 1. Сградата има над 75 помещения, физкултурен салон и работилници. През 1976 г. в училището се откриват класове по автоматизация и роботика.
През 2000 г. по инициатива на училищното настоятелство започва модернизация на училището. Изграждат се фонетичен кабинет, видеозала, лаборатория по физика, три компютърни кабинети, фитнес зала, лаборатории по автоматизация и роботика с техника от немската фирма „FESTO“, мултимедиен кабинет за специалността „Електрически централи и мрежи“, кабинет по роботика. През 2002 г. училището се преименува на Професионална гимназия по електротехника и автоматика. През 2005 г. се въвежда новата специалност – „Компютърна техника и технологии“, на следващата 2006 г. – специалност „Компютърни мрежи“, през 2008 г. – специалностите „Системно програмиране“ и „Програмно осигуряване“, а през 2013 г. – специалност „Икономическа информатика“.

## Материална база
Гимназията разполага с:
- Учебни зали, оборудвани с мултимедийни системи и интерактивни дъски;
- Над 20 модерно оборудвани компютърни кабинета, специализирани кабинети по практика и лаборатории по цифрова и аналогова схемотехника;
- Съвременно оборудвана кино зала за представления и прожекции;
- Електронна библиотека;
- Спортна зала, физкултурен салон, училищен двор за спортни занимания.

## Прием 2016/2017

### Прием след седми клас
Специалности
- Компютърна техника и технологии (техник на компютърни системи)
- Компютърни мрежи (техник на компютърни системи)
- Икономическа информатика (икономист информатик)
- Системно програмиране (системен програмист)
- Оптически комуникационни системи

Учениците изучават интензивно английски език и придобиват втора или трета професионална квалификационна степен по специалността. Приемни изпити – математика и български език. Балообразуващи предмети са математика и български език.

## Стажове
Учениците от ПГЕА провеждат производствени стажове в ключови и структуроопределящи фирми и организации в България. Примери: Летище София, Гражданска авиация в България.

## Състезания
В ПГЕА усилено работи клуб „Електроника и роботика“. Учениците получават подкрепа от Робо Лига България, изразяваща се в предоставяне на роботи от различен клас. Учениците участват в следните дисциплини – Следване на линия, 2D лабиринт, 3D лабиринт, Мини Сумо и Свободен стил. Състезанията са национални и се провеждат два пъти в годината: есенен и пролетен кръг.
От 2017/2018 година клубът се преименува на Kirov Robotics и смени ръководството си. Като за учебната 2018/2019 година има следните класирания в различни състезания:
- Робо Лига България – Свободен стил (старша възраст) – 1-во място
- Национално състезание по приложна електроника „Мога и зная как“ – регионален кръг – 2-ро място
- Национално състезание по приложна електроника „Мога и зная как“ – републикански кръг – 2-ро място

## Проекти

### Електронни уроци
В Професионалната гимназия по електроника и информатика за пръв път в България са създадени елементи на електронни уроци за Интернет и за таблет. Промяната на учебното съдържание за среда Интернет автоматично води до промяна на съдържанието и за таблет с операционна система Android. Тези разработки са докладвани на сесии на:
- Сесия на Ученически институт на БАН през 2014 и 2015 г. под ръководството на академик Киндеров
- Заключителен етап на 11-ото издание на Конкурса за образователно-програмни продукти организиран от Департамент за информация и усъвършенстване на учителите към Софийски университет „Св. Климент Охридски“

### Сигурност в Интернет
ПГЕА печели конкурс на Министерство на вътрешните работи на България (МВР), Дирекция Криминална полиция за разработка на сайт на тема Подобряване на закрилата на детето, свързан с Българо-швейцарски проект. Сайтът е приет от комисия на МВР и се ползва от дирекция „Криминална полиция“.

### Сайтове
- Сайт на Професионална гимназия по електротехника и автоматика Архив на оригинала от 2016-02-16 в Wayback Machine.
- Ученически електронен вестник Архив на оригинала от 2015-02-18 в Wayback Machine.
- Закрила на детето Архив на оригинала от 2016-02-07 в Wayback Machine.
- Нашите випускници

### Видео публикации
- YouTube канал

### Приложения за Андроид, създадени в ПГЕА
- Google Play канал

### Медиите за ПГЕА
- ПГЕА в БНТ с Мира Добрева
- ТВ Европа в БАН
- ТВ 7 – Уроци за таблет
- ТВ Евроком – Иновации в ПГЕА